# 마쓰다이라 야스요시 (1719년)
마쓰다이라 야스요시(일본어: 松平康福, 1719년 ~ 1789년)는 에도 시대 중기의 다이묘, 노중수좌이다. 이와미 하마다번주(재봉), 시모사 고가번주, 미카와 오카자키번주를 지냈다. 소샤반, 사사봉행, 오사카 조다이 등을 역임하였다. 마쓰이 마쓰다이라가 제6대 당주.

## 같이 보기
- 다누마 시대

| 전임 마쓰다이라 야스토요 혼다 다다토시 | 제5, 1대 하마다번 번주 (마쓰이 마쓰다이라가, 재봉) 1736년 ~ 1759년 1769년 ~ 1789년 | 후임 혼다 다다히사 마쓰다이라 야스사다 |

| 전임 혼다 다다히사 | 고가번 번주 (마쓰이 마쓰다이라가) 1759년 ~ 1762년 | 후임 도이 도시사토 |

| 전임 미즈노 다다토 | 오카자키번 번주 (마쓰이 마쓰다이라가) 1762년 ~ 1769년 | 후임 혼다 다다토시 |

| 전임 아오야마 다다토모 | 제36대 오사카 조다이 1760년 ~ 1762년 | 후임 아베 마사치카 |